# Miguel Ángel Prieto
Miguel Ángel Prieto (España, 20 de septiembre de 1964) es un atleta español retirado especializado en la prueba de 20 km marcha, en la que ha conseguido ser medallista de bronce europeo en 1986.

## Carrera deportiva
En el Campeonato Europeo de Atletismo de 1986 ganó la medalla de bronce en los 20 km marcha, con un tiempo de 1:21:36 segundos, llegando a meta tras el checo Jozef Pribilinec y el italiano Maurizio Damilano (plata con 1:21:17 s).
En la Universiada celebrada en Duisburgo, Alemania, en 1989 consiguió la medalla de plata en la misma prueba, con un tiempo de 1:23.39 segundos, tras el italiano Walter Arena y por delante del australiano Andrew Jachno.